# Sikukia gudgeri
Sikukia gudgeri es una especie de peces de la familia Cyprinidae en el orden de los Cypriniformes.

## Morfología
Los machos pueden llegar alcanzar los 18 cm de longitud total.

## Hábitat
Es un pez de agua dulce.

## Distribución geográfica
Se encuentran en las cuencas de los ríos Mekong y Chao Phraya.